# Crematogaster brunneipennis
Crematogaster brunneipennis är en myrart som beskrevs av Andre 1890. Crematogaster brunneipennis ingår i släktet Crematogaster och familjen myror.

## Underarter
Arten delas in i följande underarter:
- C. b. brunneipennis
- C. b. omniparens
- C. b. yorubosa